# Mouvement populaire de libération de l'Angola
« MPLA » redirige ici. Pour les autres significations, voir MPLA (homonymie).
Pour les articles homonymes, voir Mouvement populaire de libération.
Le Mouvement populaire de libération de l'Angola, en portugais : Movimento Popular de Libertação de Angola, abrégé MPLA est un parti politique angolais. Il participe à la guerre d'indépendance qui s'achève en 1975 et dirige ensuite la république populaire d'Angola. Il est notamment en conflit avec l'Union nationale pour l'indépendance totale de l'Angola (UNITA), le Front national de libération de l'Angola (FNLA) et le Front de libération de l'enclave de Cabinda (FLEC).

## Histoire
Selon l'historiographie officielle, le MPLA est fondé à Luanda en 1956 comme la fusion du parti communiste angolais et du Partido da Luta Unida dos Africanos de Angola (Parti de la lutte unifiée pour les Africains en Angola, PLUA), pour lutter en faveur de la libération nationale de l'Angola par des jeunes intellectuels formés à Lisbonne : Agostinho Neto, Lúcio Lara, Mário Pinto de Andrade (angolais), Marcelino dos Santos (mozambicain) et Amílcar Cabral (bissau-guinéen et capverdien). La guerre d'indépendance, où la métropole portugaise doit aussi combattre l'UNITA et le FNLA, aboutit à la proclamation de l'indépendance du pays le 11 novembre 1975 à la suite de la révolution des Œillets le 25 avril 1974 mettant fin à l'Estado Novo au Portugal.
De 1975 à 1992, le MPLA gouverne en tant que parti unique de la république populaire d'Angola, sous la présidence d'Agostinho Neto auquel succède en 1979 José Eduardo dos Santos. Dès l’indépendance, tandis que le MPLA soutenu par le bloc de l'Est et Cuba, ce dernier envoyant un corps expéditionnaire important, accède au pouvoir, une guerre civile l'oppose à l’UNITA soutenue par les États-Unis, l’Afrique du Sud et le Zaïre. Elle s'achève en 2002 avec la disparition au combat de Jonas Savimbi, le dirigeant historique de l’UNITA.
Il est membre de l'Internationale socialiste.
Depuis la fin de la guerre civile le MPLA perd régulièrement du terrain aux élections, passant de 82 % des suffrages en 2008 à 72 % en 2012 et à 61 % en 2017. Les électeurs nés après la guerre civile sont moins attachés au MPLA que leurs aînés et s'impatientent devant le faible niveau de vie en Angola. Historiquement marxiste, le parti a évolué à partir des années 1990 vers un social-libéralisme dont les orientations économiques ne sont guère socialistes.
En septembre 2018, le président de la république João Lourenço est élu chef du parti à la suite de la décision de José Eduardo dos Santos de prendre sa retraite.

## Résultats électoraux
| Élection | Votes     | %    | Sièges    | +/– | Position | Gouvernement |
| -------- | --------- | ---- | --------- | --- | -------- | ------------ |
| 1992     | 2 124 126 | 53,7 | 129 / 220 | Nv  | 1er      | Majorité     |
| 2008     | 5 266 216 | 81,6 | 191 / 220 | 62  | 1er      | Majorité     |
| 2012     | 4 135 503 | 71,8 | 175 / 220 | 16  | 1er      | Majorité     |
| 2017     | 4 164 157 | 61,1 | 150 / 220 | 25  | 1er      | Majorité     |
| 2022     | 3 162 801 | 51,8 | 124 / 220 | 26  | 1er      | Majorité     |